# Barack Adama
Barack Adama, pseudonimo di Adama Diallo (Parigi, 21 dicembre 1985), è un rapper francese di origini senegalesi.

## Biografia
È nato nel IX arrondissement di Parigi ma i suoi genitori provengono dal Senegal e sono di origine peul. Si è unito al gruppo della Sexion d'Assaut solo nel 2005, dal secondo mixtape, La terre du milieu. Barack Adama, soprannominato anche Le Président, usa nei suoi testi molti giochi di parole e allitterazioni.

## Discografia
Con i Sexion d'Assaut
1. La terre du milieu (2005)
2. Le renouveau (2008)
3. Les chroniques du 75 Vol. 1 (2009)
4. L'écrasement de tête (2009)
5. L'école des points vitaux (2010)
6. Les chroniques du 75 Vol. 2 (2011)
7. L'apogée (2012)

Solo
1. La propagande saison 1 (2017)
2. La propagande saison 2 (2017)
3. Libertad chapitre 1 (2020)
4. Libertad 2.0 (2020)